# Comrie (Perth and Kinross)
Comrie är en ort i Storbritannien.   Den ligger i kommunen Perth and Kinross och riksdelen Skottland, i den norra delen av landet, 600 km norr om huvudstaden London. Comrie ligger 105 meter över havet och antalet invånare är 2 033.
Terrängen runt Comrie är huvudsakligen kuperad. Comrie ligger nere i en dal. Runt Comrie är det mycket glesbefolkat, med 7 invånare per kvadratkilometer. Närmaste större samhälle är Crieff, 9,6 km öster om Comrie. I omgivningarna runt Comrie växer i huvudsak blandskog.